# 231 PLM 6301 à 6480

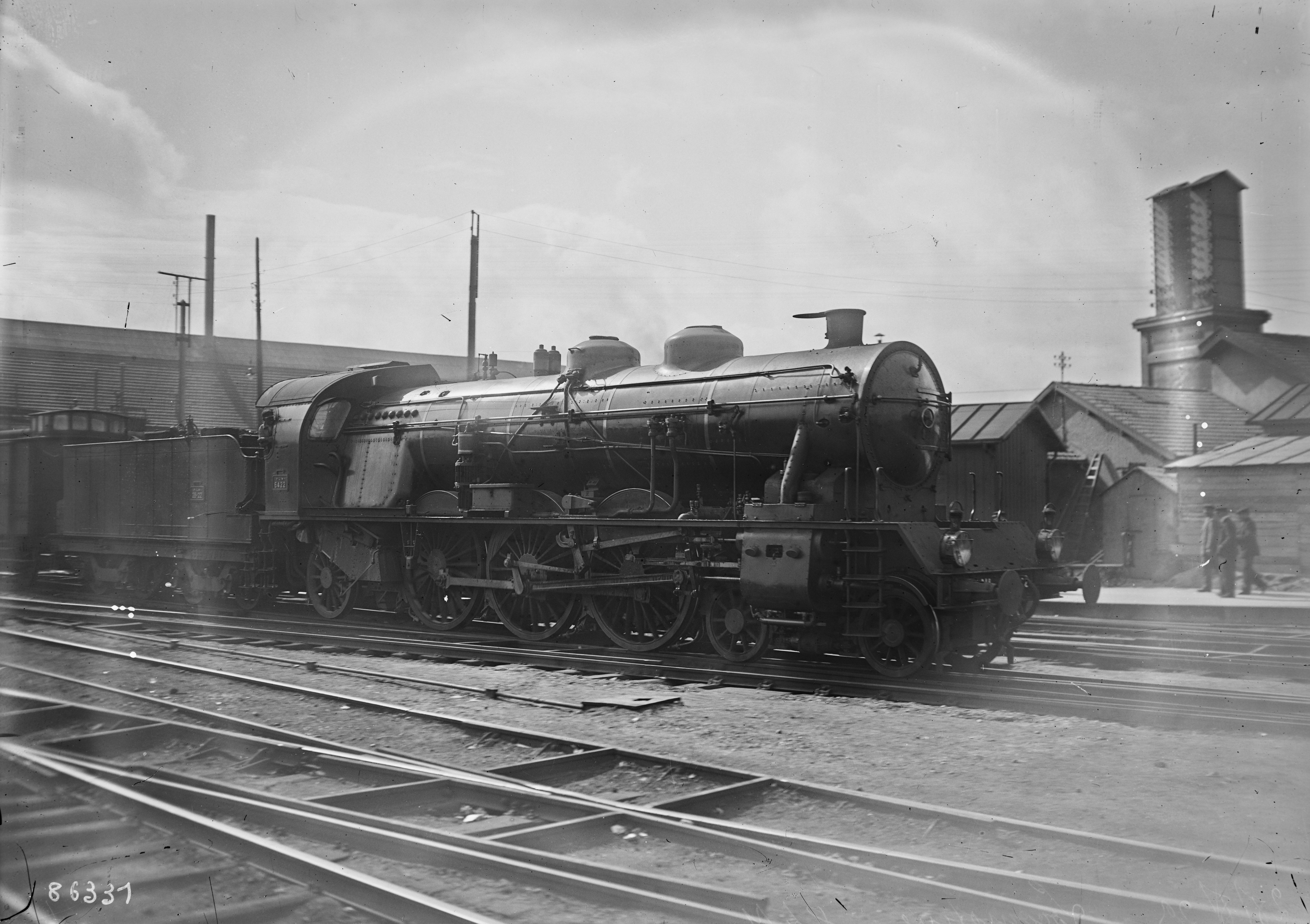
La 231 PLM 6422 en 1923.

Les 231 PLM 6301 à 6480 devenue en 1925 les 231 D 1 à 180 , sont des locomotives de vitesse de type Pacific Compound  affectées aux trains de voyageurs de la compagnie des chemins de fer de Paris à Lyon et à la Méditerranée.
Elles forment avec d'autres séries, la famille des Pacific PLM.
En 1938, lors de la création de la SNCF, ces machines sont immatriculées 231 G 1 à 285.

## Histoire

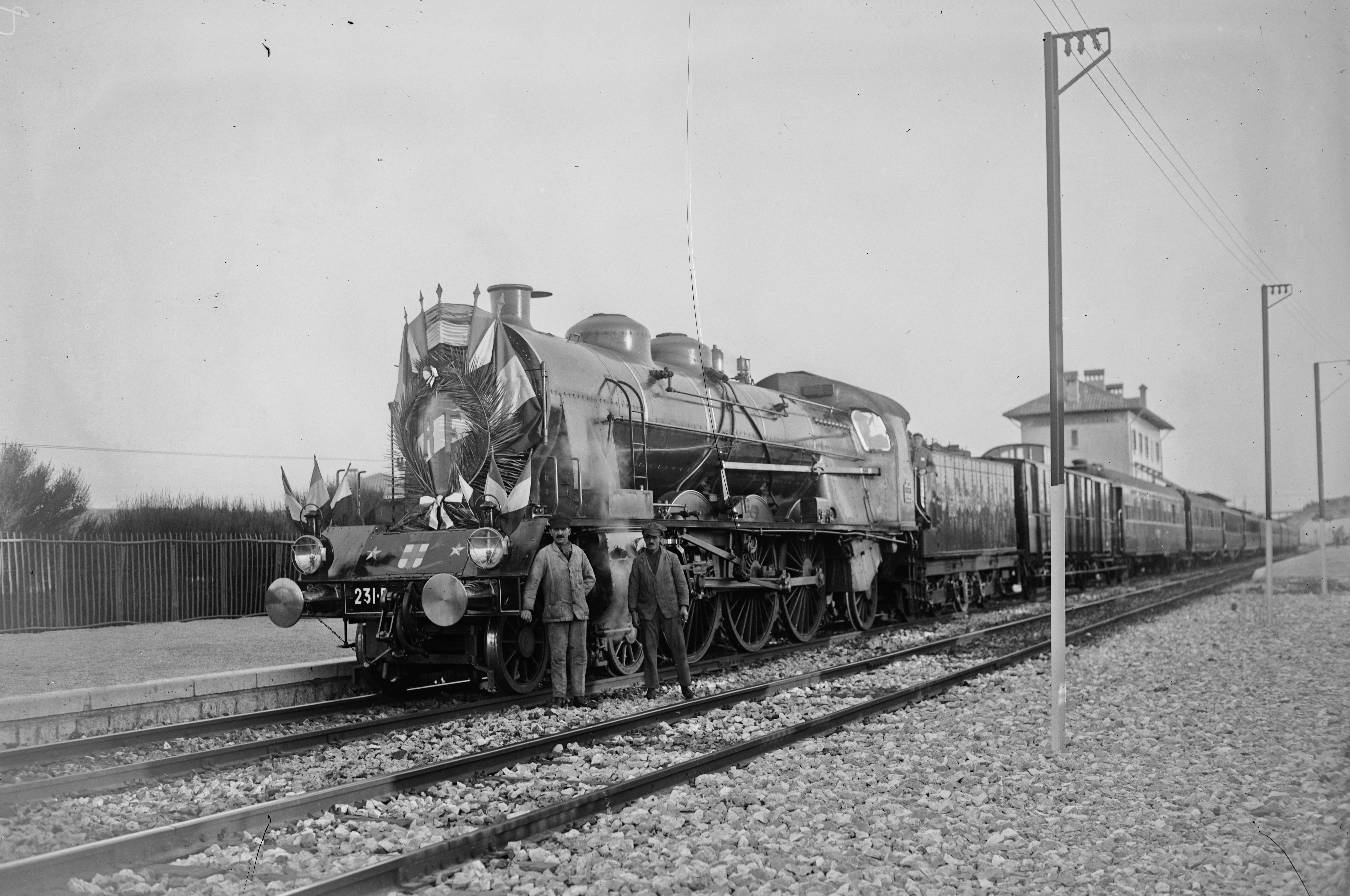
Une 231D 2.. le 25 avril 1927 en tête du train du président Doumergue.

Ces machines sont issues de la série 6200 et livrées par plusieurs constructeurs entre 1921 et 1925 :
- Nos 6301 à 6330, Schneider au Creusot en 1921
- Nos 6331 à 6360, Schneider au Creusot en 1922-23
- Nos 6361 à 6410, Compagnie des forges et aciéries de la marine et d'Homécourt à Saint-Chamond en 1923
- Nos 6411 à 6460, Compagnie des forges et aciéries de la marine et d'Homécourt à Saint-Chamond en 1924
- Nos 6461 à 6480, Société Franco-Belge en 1923

## Caractéristiques
- Pression de la chaudière : (16 MPa)
- Surface de grille : 4,25 m2
- Surface de chauffe : 206,22 m2
- Surface de surchauffe : 68,29 m2
- Diamètre des cylindres : HP 440 mm, BP 650 mm
- Course des pistons : 650 mm
- Diamètre des roues du bogie avant : 1 000 mm
- Diamètre des roues motrices : 2 000 mm
- Diamètre des roues du bissel arrière : 1 360 mm
- Masse à vide : 86,8 t
- Masse en ordre de marche : 96,4 t
- Masse adhérente : 55,5 t
- Longueur totale : 13,99 m
- Vitesse maxi en service : 120 km/h